# 19 Pułk Piechoty Honwedu
19 Pułk Piechoty Honwedu (HonvIR 19, HIR.19) – pułk piechoty królewsko-węgierskiej Obrony Krajowej.  
Pułk został utworzony w 1886 roku. 
Okręg uzupełnień - Pecz (węg. Pécs, niem. Fünfkirchen), Kaposvár i Rijeka. 
Kolory pułkowe: szary (niem. schiefergrau), guziki złote. Skład narodowościowy w 1914 roku 38% – Niemcy, 52% – Węgrzy. 
Komenda pułku oraz I i II bataliony stacjonowały w Peczu, III batalion w Kaposvár, natomiast IV batalion w Rijece (niem. Fiume).
W 1914 roku wszystkie bataliony walczyły na froncie bałkańskim. Bataliony wchodziły w skład 80 Brygady Piechoty Honwedu należącej do 40 Dywizji Piechoty Honwedu, a ta z kolei do XVI Korpusu 2 Armii.

## Żołnierze
Komendanci pułku
- płk Adalbert Horváth von Csaba (1886 – 1887)
- płk Karl Bernolák von Haraszt (1887 – 1888 → komendant 81 Brygady Piechoty Honwedu)
- ppłk / płk August (Ágoston) Suchy (1888 – 1891 → stan spoczynku)
- płk János Poppović (niem. Johann Poppovich) (1891 – 1893)
- płk Otto Kleszky (1914[3])

Oficerowie
- kpt. László Deák (1912–1918)